# Bernt Ekinge
Bernt Anders Ekinge, född 29 november 1921 i Snavlunda, död 10 december 2005 i Nyköping, var en svensk ombudsman och politiker (folkpartist). 
Bernt Ekinge, som var son till en fabriksarbetare, var industritjänsteman i Eskilstuna och därefter turistchef i Södermanlands läns turisttrafikförbund 1959–1966 och Västernorrlands läns turisttrafikförbund 1966–1969 samt ombudsman vid Sveriges kommunaltjänstemannaförbund 1969–1971.
Han var riksdagsledamot för Södermanlands läns valkrets 1971–1982 och var i riksdagen bland annat vice ordförande i lagutskottet 1979–1982. Han var främst engagerad i regionalpolitik och olika lagfrågor. Han avlade juris kandidatexamen 1980 och startade efter att ha lämnat riksdagen 1982 en juristfirma i Nyköping.
Bernt Ekinge hade även ledande uppdrag i Sveriges frikyrkoråd och Svenska Baptistsamfundet.